# Kīnaʻu
Kīnaʻu ou Elizabeth Kīnaʻu (1805-1839) foi uma rainha consorte e posteriormente regente do Reino do Havaí. Também atuou como Kuhina Nui (Chefe de Governo) em nome de seu irmão Kamehameha III. 

## Biografia
Nascida em 1805, em Waikiki, em Oahu e foi filha de Kamehameha I e uma de suas consortes, Kalākua Kaheiheimālie. Ela foi dada para Peleuli, também consorte de seu pai e foi sua mãe adotiva de acordo com o hanai (Sistema tradicional de adoção). Peleuli a chamou de Kīnaʻu em homenagem a seu filho Kahōʻanokū Kīnaʻu (seu meio-irmão) e a levou de volta à ilha de Havaí depois que Kamehameha mudou sua capital de volta para Kailua-Kona.  Kīna'u foi casada pela primeira vez com seu meio-irmão Liholiho (1797-1824), que ascendeu em 1819 como Kamehameha II . Em 1824, por volta dos 19 anos de idade, ela se tornou a rainha viúva quando Kamehameha II morreu em Londres com sua esposa favorita (sua irmã), a rainha Kamāmalu. Seu segundo marido era Kahalaiʻa Luanuʻu, neto de Kamehameha I. Ela tinha dois filhos, um que foi adotado por outra família de chefes de alto escalão e o outro um filho que morreu junto com seu pai na tosse convulsa epidemia de 1826.  Seu terceiro marido era Mataio Kekūanāo'a, de 1827. A rainha Ka'ahumanu ficou furiosa com a união deles por causa de sua posição inferior e seu desejo de se casar com Kamehameha III de acordo com o desejo de seu pai de que seus filhos de Keōpūolani continuassem sua linhagem com seus filhos de Kaheiheimālie.  Kekūanāo'a foi governador de Oʻahu.  Ela teve quatro filhos: David Kamehameha, Moses Kekūāiwa, Lot Kapuāiwa e Alexander Liholiho  e uma filha Victoria Kamāmalu.
Ela se tornou Kuhina Nui (um cargo semelhante ao primeiro-ministro ou co-regente) denominado Ka'ahumanu II em 5 de junho de 1832, quando a ex-rainha Ka'ahumanu morreu. Ela atuou como regente de seu irmão Kauikeaouli quando ele se tornou o Kamehameha III, de 5 de junho de 1832 a 15 de março de 1833. Ela governou com ele até sua morte. Ela foi responsável por fazer cumprir o primeiro código penal do Havaí, proclamado pelo rei em 1835. Ela adotou o cristianismo protestante como muitos dos chefes e chefes. Ela perseguiu muitos dos missionários católicos e tentou expulsar os padres jesuítas franceses, o que mais tarde levaria a problemas diplomáticos com a França.
Durante os primeiros anos de Kamehameha III, ele era considerado indiferente aos seus deveres como rei e passava o tempo buscando lazer em vez de governar, de acordo com os missionários. Ela sentiu que tinha que assumir o dever de um monarca, mas logo ficou desanimada e por fim veio a Laura Fish Judd, esposa de Gerrit P. Judd, e disse: "Estou em apuros e coração pesado, e vim para lhe dizer o que penso. Estou bastante desanimado e não posso mais suportar este fardo. Desejo jogar fora minha posição, título e responsabilidade juntos, trazer minha família aqui e viver com você; ou, levaremos nossas famílias e iremos juntos. " Sra. Judd a referiu à história de Rainha Ester, e ressaltou que ela deve ser forte e aceitar a responsabilidade de regente da nação pelo bem de seu povo.
Kīna'u e Kamehameha III discutiram sobre as políticas governamentais. Kīna'u apoiava as políticas recomendadas pelos missionários e não era tão tolerante com as outras religiões como sua predecessora, Kaʻahumanu. Ela fortaleceu a posse da terra das Terras da Coroa por meio de proclamação escrita e oficial. Kamehameha III se ressentia da diminuição do poder do rei, que não tinha mais o poder exclusivo de dar e receber terras à vontade. Ele queria os velhos hábitos para seu povo. Por fim, eles resolveram suas diferenças e formaram um novo governo. Agora havia um rei, um Kuhina Nui e um conselho de chefes.
Seus dois filhos de seu terceiro marido que sobreviveram à idade adulta subiu como reis do Havaí: o mais jovem Alexander Liholiho como Kamehameha IV e, em seguida, Lot Kapuāiwa como Kamehameha V. Sua única filha Victoria Kamāmalu se tornou Kuhina Nui como Kaʻahumanu IV.
Seu viúvo, Mataio Kekūanāo'a, tornou-se Kuhina Nui de 1863 até 24 de agosto de 1864, o último detentor desse cargo quando foi dissolvido pela Constituição de 1864 do Reino do Havaí.
Ka'ahumanu III morreu de caxumba em Honolulu, O'ahu , em 4 de abril de 1839. Seu funeral foi realizado em 7 de julho na Igreja Kawaiaha'o e ela foi enterrada no Mausoléu Pohukaina nas terras do Palácio Iolani. O almirante britânico Edward Belcher compareceu e descreveu seu funeral em detalhes. Seus restos mortais foram posteriormente transportados junto com os de outros membros da realeza em uma procissão de tochas à meia-noite em 30 de outubro de 1865, para o recém-construído Mausoléu Real Mauna ʻAla no vale de Nu'uanu. 